# Adam Hutyra
Adam Hutyra (ur. 27 listopada 1967 w Czechowicach-Dziedzicach) – polski aktor filmowy i teatralny, reżyser teatralny. Wykonawca piosenki aktorskiej.
W 1990 ukończył studia na Wydziale Lalkarskim we Wrocławiu Państwowej Wyższej Szkoły Teatralnej im. Ludwika Solskiego w Krakowie. Jest aktorem Teatru im. Adama Mickiewicza w Częstochowie. Laureat „Złotej Maski”, śląskiej nagrody teatralnej.

## Filmografia

### Filmy
- 1997: Darmozjad polski jako Juliś
- 2003: Show jako asystent prezesa
- 2011: Listy do M.
- 2011: Mój biegun z cyklu Prawdziwe historie jako Waldek, znajomy Melów
- 2012: Supermarket jako sierżant Nowak

### Seriale telewizyjne
- 2000: 13 posterunek 2 jako sekretarz
- 2001: Na dobre i na złe, odc. 82 jako Kazik Drągal, brat Józka
- 2002: Plebania jako brat Ony
- 2002–2010: Samo życie jako wydawca książek pisarki Laury Starskiej
- 2004: Czwarta władza
- 2005, 2007: Pierwsza miłość jako aspirant Rafał Olejnik; później jako Dariusz, kierownik night clubu „Lotos”
- 2005: Biuro kryminalne jako Grzegorz Rafalski, ojciec Martyny
- 2005: Fala zbrodni jako Wiktor
- 2007: Egzamin z życia jako kolega Karola Chełmickiego
- 2012: Galeria jako Stankiewicz
- 2012: Czas honoru jako chorąży UB Szczepan Lizak
- 2014: Prawo Agaty jako doktor Janusz Wójtowicz

### Teatr Telewizji
- 1999: Łamigłówka jako Zyga

## Role teatralne
- Tamten – Brat naszego Boga, Karol Wojtyła, reż. Ryszard Krzyszycha (1990)
- Adolf Muller – Obrona Częstochowy, Elżbieta Bośniacka, reż. Ryszard Krzyszycha (1991)
- Pan Młody – Plajta, Anna Osławska, reż. Anna Osławska (1991)
- Walery – Świętoszek, Molier, reż. Alicja Choińska (1992)
- Tomasz – Dziady, Adam Mickiewicz, reż. Stanisław Nosowicz (1992)
- Jimmy Porter – Miłość i gniew, John Osborne, reż. Alicja Choińska (1993)
- Albin – Śluby panieńskie, Aleksander Fredro, reż. Ryszard Krzyszycha (1993)
- Poeta – Wesele, Stanisław Wyspiański, reż. Ryszard Krzyszycha (1993)
- Pan Smith – Łysa śpiewaczka, Eugène Ionesco, reż. Henryk Talar (1995)
- Papkin – Zemsta, Aleksander Fredro, reż. Henryk Talar (1996)
- Billy Babbit – Lot nad kukułczym gniazdem, Dale Wasserman, reż. Łukasz Wylężałek (1996)
- Młody Faust – Faust, J.W.Goethe, reż. Andrzej Maria Marczewski (1997)
- John Smith – Mayday, Ray Cooney, reż. Wojciech Pokora (1998)
- Lucky – Czekając na Godota, Samuel Beckett, reż. Antoni Libera (1998)
- Rotmistrz – Damy i huzary, Aleksander Fredro, reż. Marek Perepeczko (1998)
- Gerwazy – Pan Tadeusz, Adam Mickiewicz, reż. Adam Hanuszkiewicz (1998)
- George Pigden – Okno na parlament, Ray Cooney,  reż. Wojciech Pokora (1999)
- Chlestakow – Rewizor, Mikołaj Gogol, reż. Marek Mokrowiecki (1999)
- Dr Chapman – Szczęściarz, Ray Cooney, reż. Jerzy Bończak (2000)
- Walery – Latający lekarz, Molier, reż. Marek Ślosarski (2000)
- Brindsley Miller – Czarna komedia, Peter Shaffer, reż. Marcin Sławiński (2001)
- AA – Emigranci, Sławomir Mrożek, reż. Michał Kula i Adam Hutyra (2001)
- Inspektor Trotter – Pułapka na myszy, Agatha Christie, reż. Jan Bratkowski (2002)
- Cyprian – Iwona, księżniczka Burgunda, Witold Gombrowicz, reż. Katarzyna Deszcz (2004)
- Adam – Skrzyneczka bez pudła, Wiesław Dymny, reż. Andrzej Sadowski (2004)
- Pod niebem Paryża – piosenki francuskie, reż. Dorota Furman (2005)
- Podkolesin – Ożenek, Mikołaj Gogol, reż. Gabriel Gietzky (2006)
- Bob Philips – Jak się kochają w niższych sferach?, Alan Ayckbourn, reż. Artur Barciś
- Dima – Alibi, Łukasz Wylężałek, reż. Łukasz Wylężałek (2007)
- Kram z piosenkami, Leon Schiller, reż. Laco Adamik (2007)
- Marcin Kabat – Igraszki z diabłem, Jan Drda, reż. Gabriel Gietzky (2007)
- Rejent Milczek – Zemsta, Aleksander Fredro, reż. Grzegorz Warchoł (2008)
- Wierszynin – Trzy siostry, Antoni Czechow, reż. Julia Wernio (2008)
- Charlie Barnet – Jeszcze jeden do puli?!, Ray Cooney i Tony Hilton, reż. Jerzy Bończak (2008)
- Tacy duzi chłopcy – piosenki Jana Wołka, reż. Piotr Machalica (2010)
- Covielle – Mieszczanin szlachcicem, Molier, reż. Waldemar Śmigasiewicz (2010)
- Malvolio – Wieczór Trzech Króli, William Szekspir, reż. Gennady Trostyanetskiy (2011)
- Pasza – Do dna, Ludmiła Pietruszewska, reż. André Hübner-Ochodlo (2011)

## Reżyseria
- 1992: Eskurial Michela de Ghelderode’a (wspólnie z Markiem Ślosarskim)[2]
- 2001: Emigranci Sławomira Mrożka (wspólnie z Michałem Kulą)[3]

## Nagrody
- 1994: „Złota Maska” za rolę Jima Portera w Miłości i gniewie Johna Osborne’a, nagroda dziennikarzy województw bielskiego, częstochowskiego i katowickiego[1][4]
- Nagroda aktorska na Festiwalu Teatrów Śląskich za rolę drugoplanową w Czekając na Godota S. Becketta w reż. Antoniego Libery[5]
- 1999: Nagroda Prezydenta Miasta Częstochowy w dziedzinie teatru i filmu[4]
- 2005: Wyróżnienie za rolę Adama w spektaklu Skrzyneczka bez pudła w reż. Andrzeja Sadowskiego na Festiwalu „Kontrapunkt” w Szczecinie[3]
- Dwukrotny laureat Złotych Koturnów (2006 i 2007) – nagrody publiczności w plebiscycie organizowanym przez Gazetę Wyborczą w Częstochowie[4]
- 2023: Nagrodzony Złotą Maską w kategorii Aktorstwo za rolę męską w spektaklach dramatycznych, za role: Nikodema Dyzmy w spektaklu „Kariera Nikodema Dyzmy” w reżyserii Gabriela Gietzky’ego i Cześnika Macieja Raptusiewicza w spektaklu „Zemsta” Aleksandra Fredry w reżyserii Joanny Drozdy.[potrzebny przypis]